# 720 Bohlinia
A 720 Bohlinia (ideiglenes jelöléssel 1911 MW) a Naprendszer kisbolygóövében található aszteroida. Franz Kaiser fedezte fel 1911. október 18-án.